# Rinkaby, Kalmar kommun
Rinkaby är en småort i Hossmo socken i Kalmar kommun, Kalmar län.
Rinkaby förekommer i dokument första gången i ett dokumentsbrev från omkring 1315 då Henrik Glysing gav jord i Övre Rinkaby ("in Rinkkæby dicta øffræ") till Kalmar nunnekloster. Johan van Hoynghen gav 1386 jord i Rinkaby till sin hustru Grete i morgongåva. Birger Djäkn Tyrgilsson (Bagge av Botorp) sålde en gård bebodd av en Nils Göte till Kyle Glotzow. Under 1500-talet bestod Rinkaby av fem mantal skattejord, 1 mantal sämjehemman, 1 mantal tillhörigt skänninge kloster som 1542 blev arv och eget, samt 8 hela och ett halvt mantal frälsejord.